# Eva María
«Eva María» es una canción del grupo pop español Fórmula V, compuesta por José Luis Armenteros y Pablo Herrero, publicada en 1973.

## Descripción
Considerada uno de los mayores exponentes de lo que se conoce como Canción del verano, la canción alude a las vacaciones en la playa de una joven rompiendo de paso su relación con su novio.
Muchos han notado la gran similitud de los acordes de este tema con la canción en inglés  "Little Bit O' Soul", un éxito que hizo famoso a The Music Explosion en 1967. Sin embargo, nunca se logró demostrar que "Eva María" estuviera realmente inspirada en ella; de igual forma, ninguno de los miembros de Fórmula V le dio crédito a esa especulación.

## Ventas
El tema alcanzó el número uno en la lista de los más vendidos en España el 14 de julio de 1973 y se mantuvo en esa posición durante cinco semanas. Además se convirtió en número uno de Los 40 Principales el 21 de julio de 1973. Se estima que del sencillo se llegaron a vender 300 000 copias en España y un millón en total.

## Versiones
- El tema ha sido versionado por el grupo La Década Prodigiosa en su álbum homónimo.
- También en 1994, el grupo mexicano Magneto versionó este tema en un estilo Reggae para su álbum "Tu Libertad".
- En 1995 es incluida en el disco de la Banda Maguey "La Estrella De Los Bailes" siendo lanzado como sencillo y logrando amplia aceptación en el público.
- En 2024, el cantante mexicano Edén Muñoz adaptó la canción al estilo de la música regional mexicana, y la incluyó en su álbum Los Prohibidos en Concierto (En Vivo), estrenado en diciembre del mismo año.[3]

## Banda sonora
Con posterioridad, la canción ha formado parte de la banda sonora de la película Torremolinos 73 (2002), de Pablo Berger.